# 940년

## 연호
- 후진(後晉) 천복(天福) 5년
- 요(遼) 회동(會同) 3년
- 일본(日本) 덴교(天慶) 3년
- 남한(南漢) 대유(大有) 13년
- 민(閩) 영륭(永隆) 2년
- 후촉(後蜀) 광정(廣政) 3년
- 남당(南唐) 승원(昇元) 4년

## 기년
- 후진(後晉) 고조(高祖) 5년
- 요(遼) 태종(太宗) 14년
- 고려(高麗) 태조(太祖) 23년

## 사건
- 해구군을 강화현으로 개편. 한주(漢州)를 광주(廣州)로 개명하였다.

## 탄생
- 고려(高麗) 문신(文臣) 한언공(韓彦恭)